# Тамарин Едипів
Тамарин Едипів, пінче (Saguinus oedipus) — вид широконосих приматів родини ігрункові (Callitrichidae).

## Поширення
Вид поширений у тропічних лісах на півночі Колумбії.

## Опис
Тіло завдовжки 20-26 см, хвіст — 33-41 см, середня вага тіла близько 416 г. Відмінною рисою виду є наявність на голові чубчика з довгого білого волосся, що спадає на плечі. Спинка темно-коричнева, нижні частини рук та ніг білі або жовтуваті. Стегна — червоного відтінку. хвіст помаранчевий з чорним кінчиком.

## Спосіб життя
Цей тамарин живе високо серед крон дерев. Вони можуть здійснювати стрибки на далекі відстані з одного дерева на інше, при чому хвіст служить йому балансом. Живляться комахами, фруктами, соком дерев.
Живуть сімейними групами по 3-15 особин. Сім'я складається з домінантної пари та їхніх неповнолітніх дітей. В родині можуть бути і інші молодші особини, які з часом відокремляться від групи. Територія, що контролюється сім'єю, може мати площу 7-10 га. Вид дуже територіальний і ревно захищає свої володіння від чужаків.

## Розмноження
Шлюбний період триває з січня по червень. Самиці стають статевозрілими у 18 місяців, самці — у 24 місяці. Самиця народжує двійню двічі на рік. За потомством доглядає батько, віддає самиці лише для годування молоком.